# Restless (canción de New Order)
«Restless» es el primer sencillo de la banda inglesa de rock alternativo New Order en su décimo álbum Music Complete. Este es el primer sencillo, así como nuevo material, New Order ha lanzado en una década desde 2005 de sencillo, "Waiting for the Sirens' Call", así como el primer sencillo que ofrece Tom Chapman substituye a la anterior bajista y miembro fundador Peter Hook. El concepto de la canción gira en torno a la codicia y el consumo .
La canción ha recibido críticas generalmente favorables. La composición global, así como su pegadiza melodía y letra fueron elogiados.

## Antecedentes
Este es el primer sencillo lanzado desde el año 2005, así como el regreso de Gillian Gilbert y la introducción de Tom Chapman.
Music Complete se anunció el 2 de septiembre de 2014 a 22 de junio de 2015 sobre Stereogum, Consecuencia de sonido , así como otros lugares, incluyendo el sitio web oficial de la banda. A toda alusión a una versión futura de un LP, Ellos, así como otros futuros comunicados.
El 28 de julio, el sencillo fue lanzado como un formato de descarga digital. Un CD físico y vinyl de 12 "con re-mezclas adicionales fueron liberados más tarde, el 6 de octubre.

## Video musical
La trama general del video musical es tan abstracto como sus efectos visuales. Mientras que el video musical continúa, material de archivo se muestra periódicamente, con muchas mujeres de pie con las camisetas que han enscripted letras en ellos, así como a las mujeres parcialmente desnudas, imágenes de intercut, besar y breves sesiones de romper la cuarta pared .
Un grupo de personas que están de pie en una roca antigua, que posee una poderosa espada, un posible recuento del Rey Arturo. Mientras que los otros no lo consiguen a cabo, un hombre hace con éxito, a la admiración de los demás. Al mismo tiempo, un adolescente en una fiesta rave se denominó un rey y coronado. El partido entonces se traslada a las alcantarillas, donde el "rey" tiene una gran fiesta con otros visitantes, donde un adolescente y un niño, presumiblemente, se enamoran a primera vista. Al mismo tiempo, en otro lugar, asegura una pelea, y un hombre salva a una mujer antes de que sean eliminados. De vuelta en el partido, el "rey" está disfrutando de su popularidad por crowdsurfing a través de los ventiladores, mientras que el hombre que recogió la espada se levantó también. En los momentos finales de la película, el mismo hombre y otra mujer están siendo transportados a un castillo por los caballeros que llevaban una bandera.

## Sencillo
Todas las canciones escritas y compuestas por New Order. 
| N.º | Título                               | Duración |  |
| 1.  | «Restless» (versión sencillo)        | 4:32     |  |
| 2.  | «Restless» (extended 12" mix)        | 8:14     |  |
| 3.  | «Restless» (Agoria Remix)            | 6:48     |  |
| 4.  | «Restless» (xxxy Build Up Mix)       | 6:47     |  |
| 5.  | «Restless» (RAC Mix)                 | 6:44     |  |
| 6.  | «Restless» (Andrew Weatherall Remix) | 7:47     |  |